# Kavovec
Kávovec (znanstveno ime Coffea) je zimzeleno drevo ali grm, ki izhaja iz Etiopije. Iz njegovih semen pridobivajo kavo, znano poživilno pijačo. Zrelim plodom najprej odstranijo mesnat ovoj, način odstranitve pa je pomemben za končno kakovost kavnih zrn. Najobsežnejši nasadi kavovcev so v tropskih deželah. Kavovec predstavlja enega od glavnih svetovnih blagovnih pridelkov, v nekaterih državah pa tudi glavni vir izvoza.

## Zgodovina
Kavovec verjetno izvira iz etiopske pokrajine Kafa, čeprav to ni vsesplošno sprejeto. Po nekaterih teorijah naj bi izviral tudi iz Jemna. Kavovec se je najprej razširil na Arabskem polotoku približno v 13. stoletju. Na širitev je verjetno vplivala islamska prepoved pitja alkoholnih pijač. Pred letom 1600 je bila predelava kavnih semen skrbno varovana skrivnost, zato rodovitnih zrn ni bilo moč najti zunaj polotoka. Kasneje so, verjetno zaradi tihotapljenja zrn, začeli vzgajati kavovce tudi v Indiji. Okoli leta 1650 so kavovec začeli uvažati v Anglijo, kjer so v Oxfordu in Londonu odprli prve kavarne. Začeli so ga vzgajati tudi v britanskih kolonijah, vendar so ga uničile bolezni, zato so nasade nasadili s čajevci.
Do 18. stoletja je kava postala razširjena pijača v Evropi. Evropski kolonialisti so zaradi domačih potreb uvedli kavovec v tropske dežele po svetu. Evropske zahteve po količini kave so postale tako velike, da so ljudje razvili nadomestke s podobnim okusom iz različnih praženih rastlinskih delov - cikorijina in regratova korenika, želod, smokva, ... V Združenem kraljestvu so med drugo svetovno vojno ob zapori nemških vojaških podmornic za kavin nadomestek uporabljali želode.

## Gojenje in uporaba
Obstaja več kot 120 vrst kave, ki se gojijo iz semen. Najbolj priljubljeni sta Coffea arabica (splošno znana preprosto kot Arabica), ki predstavlja 60–80 % svetovne proizvodnje kave, in Coffea canephora (znana kot Robusta), ki predstavlja približno 20–40 %. C. arabica ima prednost zaradi slajšega okusa, medtem ko ima C. canephora višjo vsebnost kofeina. C. arabica izvira iz višavja Etiopije in planote Boma v Sudanu in je nastala kot hibrid med C. canephora in C. eugenioides.
Drevesa proizvajajo užitne rdeče ali vijolične sadeže, ki so opisani bodisi kot epigine jagode ali kot nerazsvetljeni koščičarji. Sadje se pogosto imenuje »kavna češnja« in vsebuje dve semeni, imenovani »kavna zrna«. Kljub tem izrazom kava ni niti prava češnja (plod nekaterih vrst v rodu Prunus) niti pravi fižol (semena rastlin iz družine Fabaceae).
V približno 5–10 % katerega koli pridelka kavnih sadežev je le eno zrno. Imenuje se peaberry, je manjše in bolj okroglo od običajnega kavnega zrna.
Kadar raste v tropih, je kava močan grm ali majhno drevo, ki običajno zraste do višine 3–3,5 m. Najpogosteje gojene vrste kave najbolje uspevajo na visokih nadmorskih višinah, vendar ne prenesejo nizkih temperatur.
Drevo Coffea arabica bo obrodilo sadove po treh do petih letih, v povprečju bo obrodilo 50 do 60 let, čeprav je možnih tudi do 100 let. Beli cvetovi so močno dišeči. Sadje dozori približno v devetih mesecih.

## Ekologija
Kofein v kavnih zrnih deluje kot strupena snov, ki ščiti semena rastline, kar je oblika naravne obrambe rastlin pred rastlinojedci. Kofein hkrati pritegne opraševalce, zlasti medonosne čebele, tako da ustvari vohalni spomin, ki signalizira čebelam, naj se vrnejo k cvetovom rastline.[8] Vse vrste kave ne vsebujejo kofeina in najzgodnejše vrste so imele malo ali nič kofeina. Kofein se je neodvisno razvil v več linijah Coffea v Afriki, morda kot odgovor na močno plenjenje škodljivcev v vlažnih okoljih zahodne in srednje Afrike. Kofein se je razvil tudi neodvisno v bolj oddaljenih rodovih Theobroma (kakao) in Camellia (čaj). To nakazuje, da je proizvodnja kofeina adaptivna lastnost v evoluciji kave in rastlin. Plodovi in listi tudi vsebujejo kofein in se lahko uporabljajo za pripravo čaja iz kavnih češenj in čaja iz kavnih listov. Sadje se uporablja tudi v številnih znamkah brezalkoholnih pijač in v predpakiranih čajih.
Številni škodljivci žuželk vplivajo na pridelavo kave, vključno s hroščem kavnega vrtača (Hypothenemus hampei) in kavnim moljem (Leucoptera caffeina).
Kavo kot prehransko rastlino uporabljajo ličinke nekaterih vrst Lepidoptera (metuljev in moljev), Dalcera abrasa, ozimne sovke in nekaterih moljev članov rodu Endoclita, vključno z E. damor in E. malabaricus.

## Raziskovanje
V letu 2000 še vedno odkrivajo nove vrste kave. Leta 2008 in 2009 so raziskovalci iz Kraljevih botaničnih vrtov Kew poimenovali sedem iz gora severnega Madagaskarja, vključno s C. ambongensis, C. boinensis, C. labatii, C. pterocarpa, C. bissetiae in C. namorokensis.
Leta 2008 so v Kamerunu odkrili dve novi vrsti. Coffea charrieriana, ki ne vsebuje kofeina, in Coffea anthonyi. S križanjem nove vrste z drugimi znanimi vrstami kave bi lahko pridelali dve novi lastnosti gojenih kavnih rastlin: zrna brez kofeina in samoopraševanje.
Leta 2011 je Coffea sprejela dvajset vrst prejšnjega rodu Psilanthus zaradi morfoloških in genetskih podobnosti med obema rodovoma. Zgodovinsko gledano sta oba veljala za različna roda zaradi razlik v dolžini venčne cevi in razporeditvi prašnikov: Coffea s kratko venčno cevjo in izbočenim vencem in prašniki; Psilanthus z dolgo venčno cevjo in vključenimi prašniki. Vendar pa te značilnosti niso bile prisotne pri vseh vrstah obeh rodov, zaradi česar sta si oba roda izjemno podobna tako v morfologiji kot v genetskem zaporedju. Ta prenos je razširil Coffea s 104 vrst na 124 in razširil njeno domačo razširjenost v tropsko Azijo in Avstralijo.
Leta 2014 je bil objavljen genom kave z več kot 25.000 identificiranimi geni. To je razkrilo, da rastline kave proizvajajo kofein z uporabo drugačnega sklopa genov od tistih, ki jih najdemo v čaju, kakavu in drugih podobnih rastlinah.
Leta 2017 je bila objavljena robustna in skoraj popolnoma razrešena filogenija celotnega rodu. Poleg razreševanja odnosov med vrstami Coffea rezultati te študije nakazujejo Afriko ali Azijo kot verjeten izvor prednikov Coffea in kažejo na več neodvisnih sevanj v Afriki, Aziji in na otokih v zahodnem Indijskem oceanu.
Leta 2020 se je izkazalo, da je tehnika odvzema prstnih odtisov DNK ali genetska avtentikacija rastlinskega materiala učinkovita pri kavi. Za študijo so znanstveniki uporabili ekstrakcijo DNK in analizo markerjev SSR. Ta ali podobna tehnika lahko omogoči številne izboljšave proizvodnje kave, kot so izboljšane informacije za kmete o dovzetnosti njihovih rastlin kave za škodljivce in bolezni, profesionaliziran sistem semen kave ter preglednost in sledljivost za kupce zelene, nepražene kava.

## Vrste
1. Coffea abbayesii J.-F.Leroy
2. Coffea affinis De Wild.
3. Coffea alleizettii Dubard
4. Coffea ambanjensis J.-F.Leroy
5. Coffea ambongenis J.-F.Leroy ex A.P.Davis
6. Coffea andrambovatensis J.-F.Leroy
7. Coffea ankaranensis J.-F.Leroy ex A.P.Davis
8. Coffea anthonyi Stoff. & F.Anthony
9. Coffea arabica L.
10. Coffea arenesiana J.-F.Leroy
11. Coffea augagneurii Dubard
12. Coffea bakossii Cheek & Bridson
13. Coffea benghalensis B.Heyne ex Schult.
14. Coffea bertrandii A.Chev.
15. Coffea betamponensis Portères & J.-F.Leroy
16. Coffea bissetiae A.P.Davis & Rakotonas.
17. Coffea boinensis A.P.Davis & Rakotonas.
18. Coffea boiviniana A.P.Davis & Rakotonas.
19. Coffea bonnieri Dubard
20. Coffea brassii (J.-F.Leroy) A.P.Davis
21. Coffea brevipes Hiern
22. Coffea bridsoniae A.P.Davis & Mvungi
23. Coffea buxifolia A.Chev.
24. Coffea canephora ("Coffea robusta") Pierre ex A.Froehner
25. Coffea carrissoi A.Chev.
26. Coffea charrieriana Stoff. & F.Anthony
27. Coffea cochinchinensis Pierre ex Pit.
28. Coffea commersoniana (Baill.) A.Chev.
29. Coffea congensis A.Froehner
30. Coffea costatifructa Bridson
31. Coffea coursiana J.-F.Leroy
32. Coffea dactylifera Robbr. & Stoff.
33. Coffea decaryana J.-F.Leroy
34. Coffea dubardii Jum.
35. Coffea ebracteolata (Hiern) Brenan
36. Coffea eugenioides S.Moore
37. Coffea fadenii Bridson
38. Coffea farafanganensis J.-F.Leroy
39. Coffea floresiana Boerl.
40. Coffea fotsoana Stoff. & Sonké
41. Coffea fragilis J.-F.Leroy
42. Coffea fragrans Wall. ex Hook.f.
43. Coffea gallienii Dubard
44. Coffea grevei Drake ex A.Chev.
45. Coffea heimii J.-F.Leroy
46. Coffea homollei J.-F.Leroy
47. Coffea horsfieldiana Miq.
48. Coffea humbertii J.-F.Leroy
49. Coffea humblotiana Baill.
50. Coffea humilis A.Chev.
51. Coffea jumellei J.-F.Leroy
52. Coffea kapakata (A.Chev.) Bridson
53. Coffea kianjavatensis J.-F.Leroy
54. Coffea kihansiensis A.P.Davis & Mvungi
55. Coffea kimbozensis Bridson
56. Coffea kivuensis Lebrun
57. Coffea labatii A.P.Davis & Rakotonas.
58. Coffea lancifolia A.Chev.
59. Coffea lebruniana Germ. & Kester
60. Coffea leonimontana Stoff.
61. Coffea leroyi A.P.Davis
62. Coffea liaudii J.-F.Leroy ex A.P.Davis
63. Coffea liberica Hiern
64. Coffea ligustroides S.Moore
65. Coffea littoralis A.P.Davis & Rakotonas.
66. Coffea lulandoensis Bridson
67. Coffea mabesae (Elmer) J.-F.Leroy
68. Coffea macrocarpa A.Rich.
69. Coffea madurensis Teijsm. & Binn. ex Koord.
70. Coffea magnistipula Stoff. & Robbr.
71. Coffea malabarica (Sivar., Biju & P.Mathew) A.P.Davis
72. Coffea mangoroensis Portères
73. Coffea mannii (Hook.f.) A.P.Davis
74. Coffea manombensis A.P.Davis
75. Coffea mapiana Sonké, Nguembou & A.P.Davis
76. Coffea mauritiana Lam.
77. Coffea mayombensis A.Chev.
78. Coffea mcphersonii A.P.Davis & Rakotonas.
79. Coffea melanocarpa Welw. ex Hiern
80. Coffea merguensis Ridl.
81. Coffea millotii J.-F.Leroy
82. Coffea minutiflora A.P.Davis & Rakotonas.
83. Coffea mogenetii Dubard
84. Coffea mongensis Bridson
85. Coffea montekupensis Stoff.
86. Coffea montis-sacri A.P.Davis
87. Coffea moratii J.-F.Leroy ex A.P.Davis & Rakotonas.
88. Coffea mufindiensis Hutch ex Bridson
89. Coffea myrtifolia (A.Rich. ex DC.) J.-F.Leroy
90. Coffea namorokensis A.P.Davis & Rakotonas.
91. Coffea neobridsoniae A.P.Davis
92. Coffea neoleroyi A.P.Davis
93. Coffea perrieri Drake ex Jum. & H.Perrier
94. Coffea pervilleana (Baill.) Drake
95. Coffea pocsii Bridson
96. Coffea pseudozanguebariae Bridson
97. Coffea pterocarpa A.P.Davis & Rakotonas.
98. Coffea racemosa Lour.
99. Coffea rakotonasoloi A.P.Davis
100. Coffea ratsimamangae J.-F.Leroy ex A.P.Davis & Rakotonas.
101. Coffea resinosa (Hook.f.) Radlk.
102. Coffea rhamnifolia (Chiov.) Bridson
103. Coffea richardii J.-F.Leroy
104. Coffea sahafaryensis J.-F.Leroy
105. Coffea sakarahae J.-F.Leroy
106. Coffea salvatrix Swynn. & Philipson
107. Coffea sambavensis J.-F.Leroy ex A.P.Davis & Rakotonas.
108. Coffea sapinii (De Wild.) A.P.Davis
109. Coffea schliebenii Bridson
110. Coffea semsei (Bridson) A.P.Davis
111. Coffea sessiliflora Bridson
112. Coffea stenophylla G.Don
113. Coffea tetragona Jum. & H.Perrier
114. Coffea togoensis A.Chev.
115. Coffea toshii A.P.Davis & Rakotonas.
116. Coffea travancorensis Wight & Arn.
117. Coffea tricalysioides J.-F.Leroy
118. Coffea tsirananae J.-F.Leroy
119. Coffea vatovavyensis J.-F.Leroy
120. Coffea vavateninensis J.-F.Leroy
121. Coffea vianneyi J.-F.Leroy
122. Coffea vohemarensis A.P.Davis & Rakotonas.
123. Coffea wightiana Wall. ex Wight & Arn.
124. Coffea zanguebariae Lour.